# Mammillaria pennispinosa
Mammillaria pennispinosa là một loài thực vật có hoa trong họ Cactaceae. Loài này được Krainz mô tả khoa học đầu tiên năm 1948.

## Hình ảnh

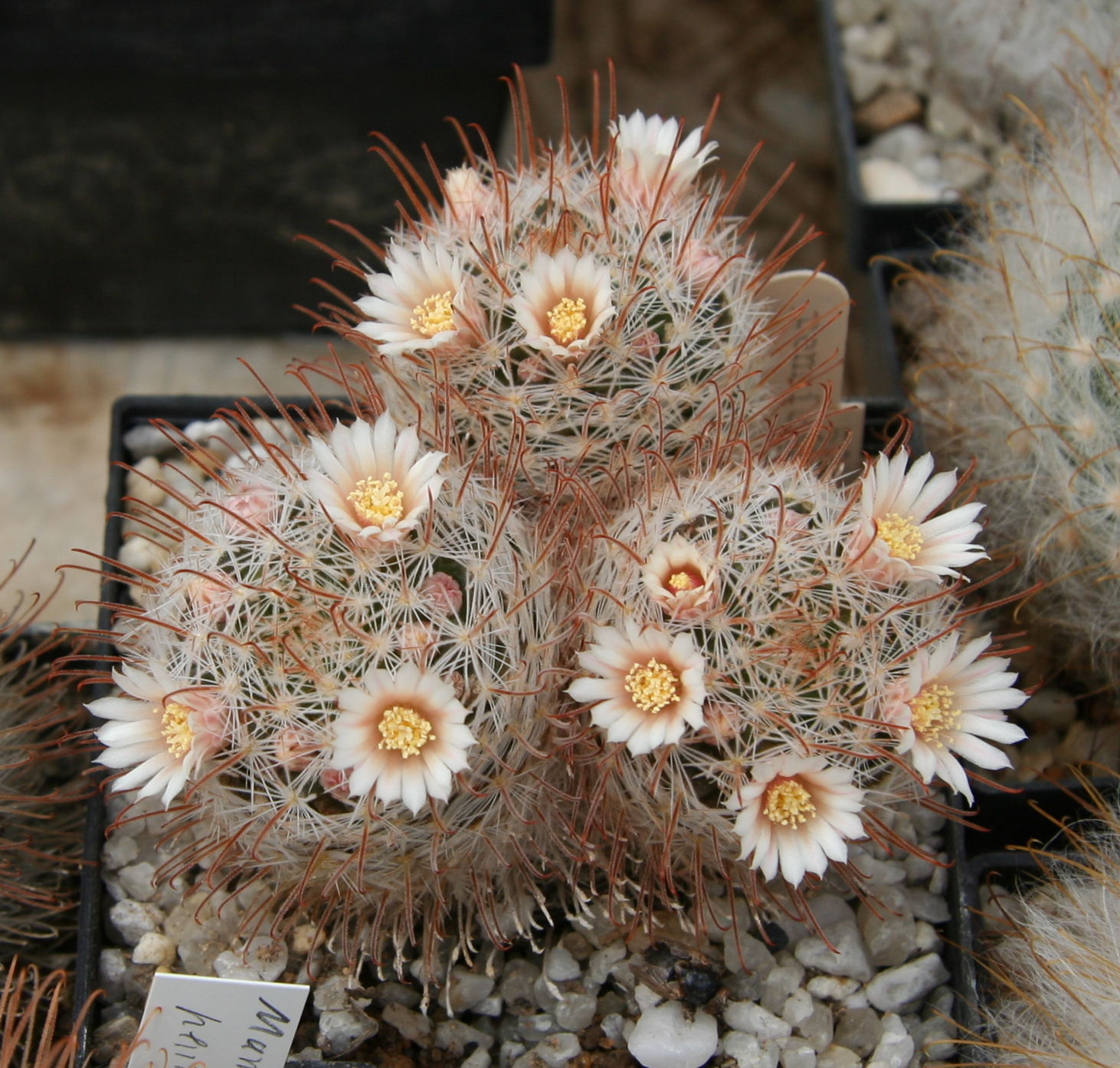
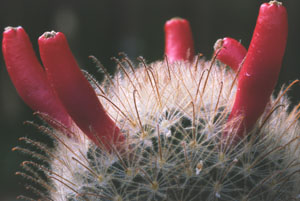
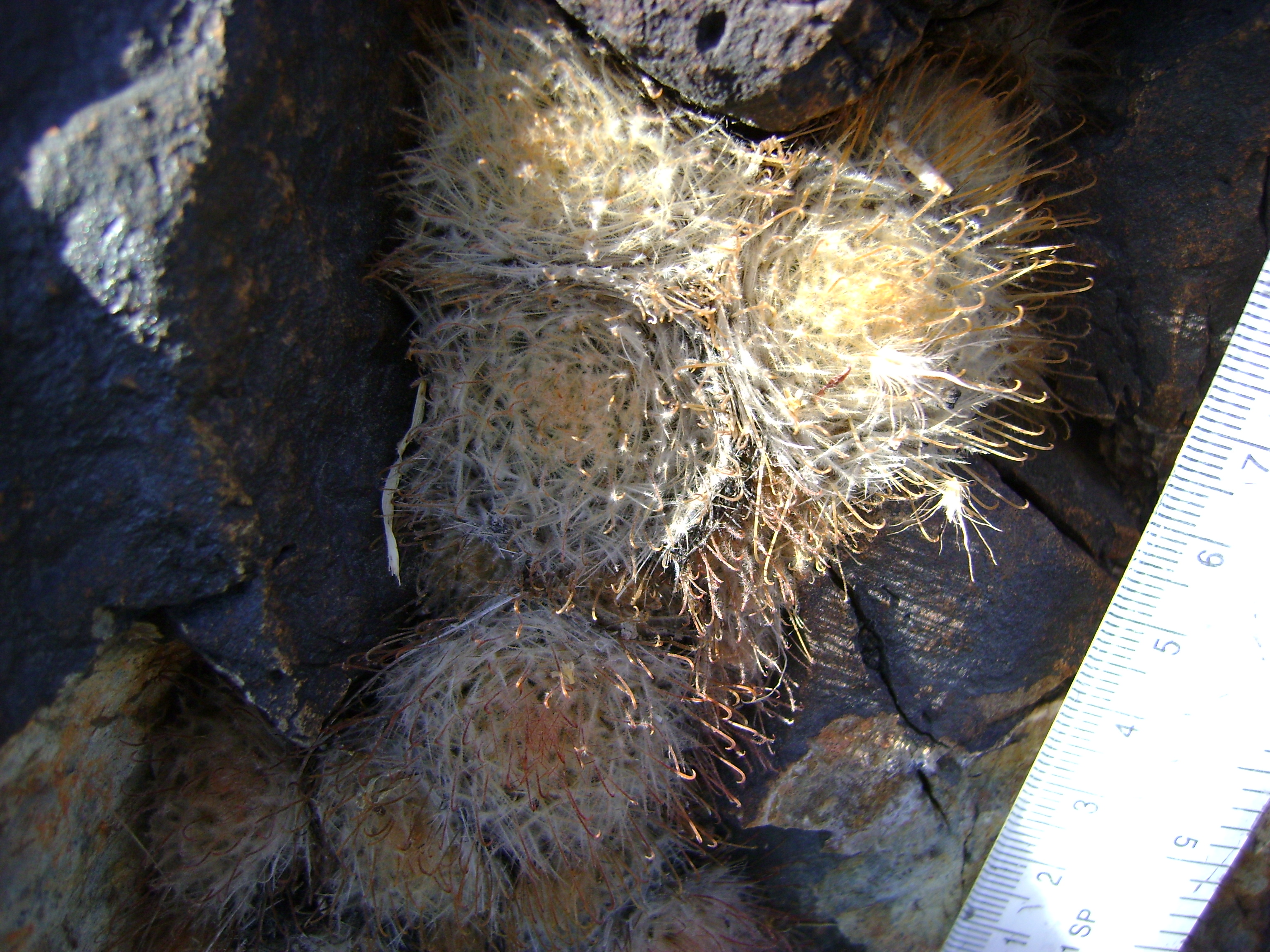
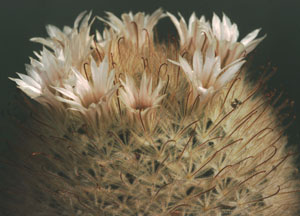